# Can Suro (Borrassà)
Can Suro és una casa eclèctica de Borrassà (Alt Empordà) inclosa a l'Inventari del Patrimoni Arquitectònic de Catalunya.

## Descripció
Edifici aïllat situat en una plaça a prop de l'església, i que s'uneix a la resta de construccions més modernes a través de dos murs cadascun dels quals té dues grans portes amb arc rebaixat. Aquest edifici consta de planta baixa i dos pisos i manté l'ordenament tant en horitzontal com en vertical. A la planta baixa a banda de les dues portes que hem comentat anteriorment i que queden separades del conjunt de l'edifici trobem la porta principal d'accés en arc rebaixat i dues petites finestres a cada costat d'aquesta. Al primer pis hi ha cinc balcons, i els tres centrals estan en balconada correguda. Al pis superior veiem cinc balcons de mides inferiors als del primer i tots ells individuals. Pel que fa a les façanes laterals, la del costat esquerre és cega, ja que les poques obertures que hi havia estan actualment tapades, i la del costat dret té dues finestres centrals i un balcó a cada costat del pis superior